# Franciscus Pappus von Tratzberg
Franciscus Pappus von Tratzberg (* 1673 in Bregenz; † 1. März 1753 in der Mehrerau) war ein vorderösterreichischer Geistlicher. Er war von 1728 bis 1748 Abt von Mehrerau; diese Amtszeit stellte die barocke Blütezeit des Klosters dar.

## Leben
Franciscus Pappus von Tratzberg war ein Sohn des Johann Andreas II. Pappus von Tratzberg. Nach seinem Studium trat er in die Benediktinerabtei Mehrerau ein, wo er am 2. April 1728 zum Abt gewählt wurde. Während er dieses Amt innehatte, wurde die neue barocke Klosterkirche gebaut. Franciscus Pappus von Tratzberg veröffentlichte mehrere theologische Schriften, die allerdings weniger bekannt wurden als die seines Priors Apronian Hueber (1682–1755). Franciscus Pappus von Tratzberg gab sein Amt als Abt altershalber im Jahr 1748 auf. Fünf Jahre später starb er und wurde in der westlichen Vorhalle der neuen Kirche auf der Mehrerau begraben.

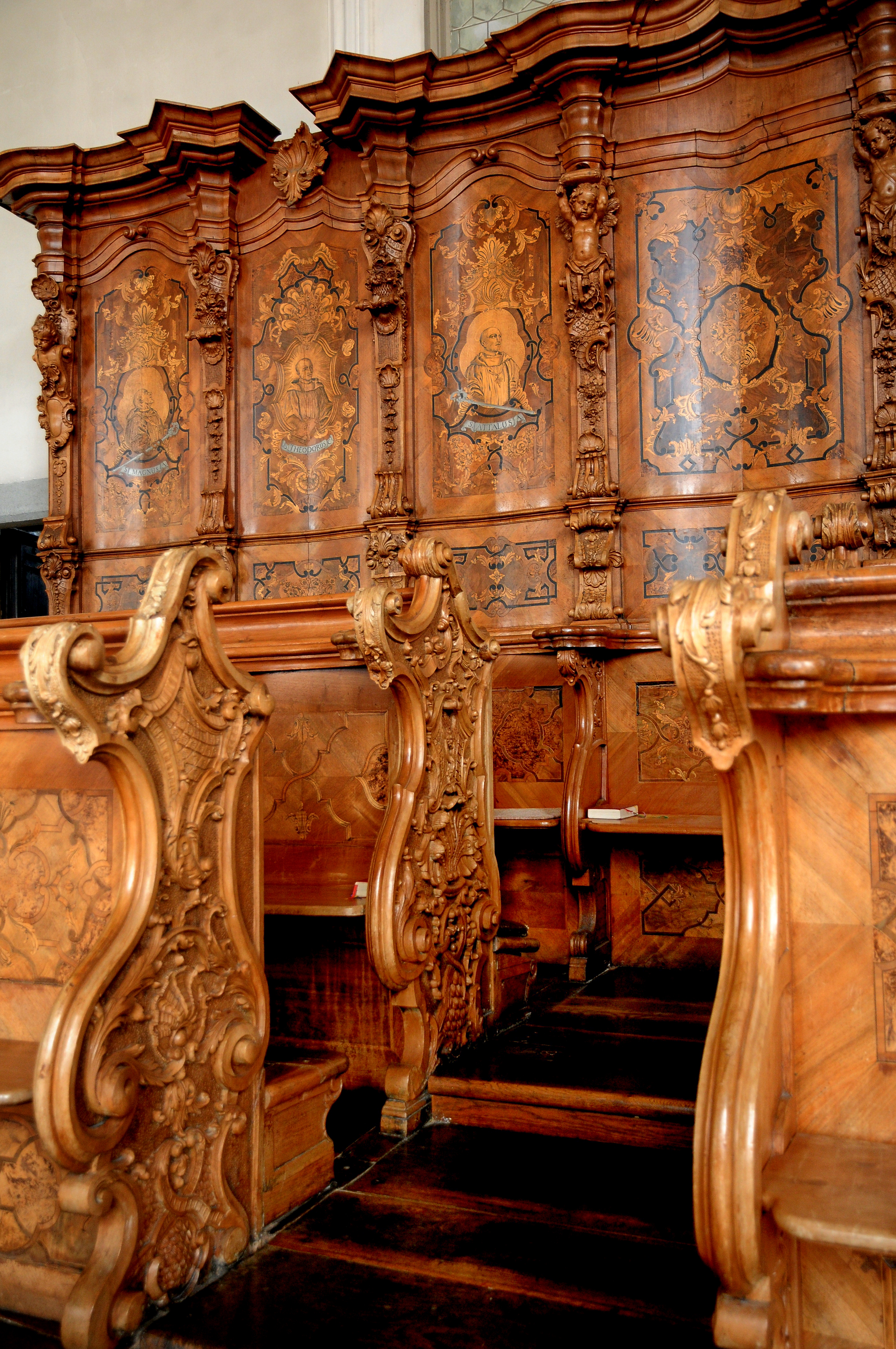
Chorgestühl in St. Gallus (Bregenz), Detail

Die Bauten, die unter Franciscus Pappus von Tratzberg errichtet wurden, sind nicht erhalten geblieben. In der Bregenzer Stadtpfarrkirche St. Gallus befindet sich das Chorgestühl, mit dessen Herstellung er 1742 den Bildhauer Johann Joseph Christian aus Riedlingen beauftragt hatte.

## Familie
Die weltlichen Mitglieder der Feldkircher Familie Pappus standen ab dem 16. Jahrhundert in habsburgischen Diensten. 1573 erhielt Hartmann Pappus, der die Vogtei Feldkirch verwaltete, den Titel „von und zu Tratzberg“. Dessen Neffe Otmar hatte unter anderem einen Sohn namens Johann Andreas, der erzherzoglicher Rat in Innsbruck, fürstbischöflicher Rat, Kanzler und schließlich kaiserlicher Geheimrat wurde. 1647 erhielt dieser Johann Andreas Pappus von und zu Tratzberg das erledigte Reichslehen Laubenberg. Damit gehörte die Familie Pappus der schwäbischen Reichsritterschaft an und nannte sich nun „von Tratzberg zu Laubenberg“. Familiensitz wurde damals Schloss Rauhenzell in der Nähe von Immenstadt im Allgäu. Im Jahr 1718 verlieh Kaiser Karl VI. dem Bregenzer Vogt Johann Andreas II. Pappus von Tratzberg den Reichsfreiherrenstand, so dass er sich nun „von Pappus und Tratzberg Freiherr zu Laubenberg und Rauhenzell“ nennen durfte.
Die Familie brachte viele Geistliche hervor, unter denen Leonard Pappus von Tratzberg aus Feldkirch die größte Bekanntheit erlangte.
1934 erlosch die Familie Pappus von Tratzberg.

## Werke
- Liber Vitae Tripartitae Corporalis, Spiritualis Et Moralis Hoc Est Liber Genesis Litteraliter Et Mystice nova Methodo expositus, atque Doctrinis moralibus instructus, 1709
- Hortulus Biblico-Moralis Et Asceticus: Pro Floribus exhibens Septuaginta Fasciculos Doctrinarum Moralium Et Asceticarum, Quæ ex universa Veteris Testamenti Historia, synopticè per Ordinem relata desumptæ, Verbis & Factis Novi Testamenti ..., 1726
- Scholasticum personae ecclesiasticae pro foro poli et et soli Breviarium, exhibens universam Theologiam moralem, contraversiis fidei et Juris canonici permixtam, 1733